# トーンチ・イルキン
トーンチ・イルキン（トルコ語: Tunç Ali İlkin Tunch Ilkin 1957年9月23日-2021年9月4日）はトルコ・イスタンブール出身のアメリカンフットボール選手。NFLで1980年から1993年まで14シーズンプレーした。ポジションはタックル。

## 経歴
トルコのイスタンブルで生まれた彼は、2歳の時に両親とともにシカゴ大都市圏に移住した。シカゴのダウンタウンにある高校に通った後、1975年にインディアナ州立大学にスポーツ奨学金を得て入学した。
1980年のNFLドラフト6巡でピッツバーグ・スティーラーズに指名されて入団した。1980年から1992年までスティラーズのタックルとして14シーズンで177試合に出場した。1979年シーズンに第14回スーパーボウルに優勝し、1970年代に4度スーパーボウルを制覇したチームは、彼の在籍中、低迷期に入り、チャック・ノールヘッドコーチが最後に指揮した12年のうち、プレーオフ出場はわずか3回にとどまった。
1993年、2年220万ドルでグリーンベイ・パッカーズと契約した。
この年フリーエージェントで3000万ドルをかけて大型補強をしたパッカーズには、レジー・ホワイト、マーク・クレイトンなども加入した。開幕から5試合でチームは2勝3敗となり、イルキンはその時点で解雇された。
1986年に、NFL選手会のスティーラーズ代表に就任、1989年から1994年まではNFL選手会のヴァイス・プレジデントを務めた。
現役引退後は、スティーラーズ関連番組のコメンテーターやレポーターを務めた。
1995年のNFLシーズンには、ダン・ヒックス、ジム・ドノバンとともにNBCのゲームアナリストを務めた。
1998年には、マイロン・コープ、ビル・ヒルグローブとともにスティーラーズのブロードキャストチームの一員となった。2004年にコープが引退した後は、コープの役割も果たすようになった。
2005年シーズン、ピッツバーグ・スティーラーズは第40回スーパーボウルに進出したが、その時初めてスーパーボウルの放送に関わった。
同じ1980年のドラフトでスティーラーズに入団した元チームメートのクレイグ・ウルフリーとともにサイドラインレポーターも務めている。2人は地元のラジオ局、WBGGでホストを務める番組を行った。2006年夏に番組が終了した後は、ピッツバーグ地域の放送、『970 ESPN』でフットボールシーズンのみ番組を持っていた。
2020年秋に筋萎縮性側索硬化症（ALS）を発症したことを公表。この年のシーズンを最後に、2021年6月に23年間務めた解説者を引退。同年9月4日に死去した。63歳没。

## 私生活
1982年4月24日、シャロン・セネフェルドと結婚し、3人の子どもをもうけた。シャロンは2012年2月6日、闘病の末、ガンで亡くなった。2013年、カレン・ラファーティと再婚した。
かつてはイスラム教徒であったが、現在はキリスト教に改宗している。